# كوهي أوشيمورا
كوهي اوشيمورا رياضي ياباني في الجمباز الفني، من مواليد 3 يناير 1989 بكيتاكيوشو، الواقعة في محافظة فوكوكا باليابان.

## روابط خارجية
- كوهي أوشيمورا على موقع الاتحاد الدولي للجمباز (licence) (الإنجليزية)
- كوهي أوشيمورا على موقع الاتحاد الدولي للجمباز (biography) (الإنجليزية)
- كوهي أوشيمورا على موقع اللجنة الأولمبية الدولية (الإنجليزية)
- كوهي أوشيمورا على موقع أوليمبيديا (الإنجليزية)